# 程策
程策（1580年—？年），字獻可，號參寰，直隸徽州府休寧縣人，明朝政治人物。

## 生平
庚辰八月初四日生，行二，治《易經》，萬曆三十一年（1603年）由附生中式癸卯科應天府鄉試九十一名舉人，萬曆三十八年（1610年）庚戌科會試二百十九名，第三甲第十七名進士。刑部觀政，授陝西西安府推官，丁憂，四十六年補袁州府推官，本年升刑部廣西司主事。崇祯三年（1630年）任湖广德安府知府。

## 家族
曾祖程永大；祖程琥；父程尚賓，封文林郎西安府推官；母詹氏（封孺人）。永感下。兄元亨，弟元良（儒士）；元善；元佐。子其蘊（庠生）；其蓄；其蕃。